# Suurisaari (ö i Finland, Norra Karelen, Joensuu, lat 62,81, long 30,49)
Suurisaari är en ö i Finland. Den ligger i sjön Palojärvi och i kommunen Joensuu i den ekonomiska regionen  Joensuu ekonomiska region  och landskapet Norra Karelen, i den sydöstra delen av landet, 400 km nordost om huvudstaden Helsingfors. Öns area är 8,7 hektar och dess största längd är 430 meter i öst-västlig riktning.